# Matrjona Dmitrijewna Nikonowa
Matrjona Dmitrijewna Nikonowa (russisch Матрёна Дми́триевна Ни́конова; * 9. Novemberjul. / 21. November 1881greg. in Sebino, Gouvernement Tula; † 2. Mai 1952 in Moskau) ist als Matrona von Moskau (Матрона Московская) eine Heilige der Russisch-Orthodoxen Kirche.

## Biografie

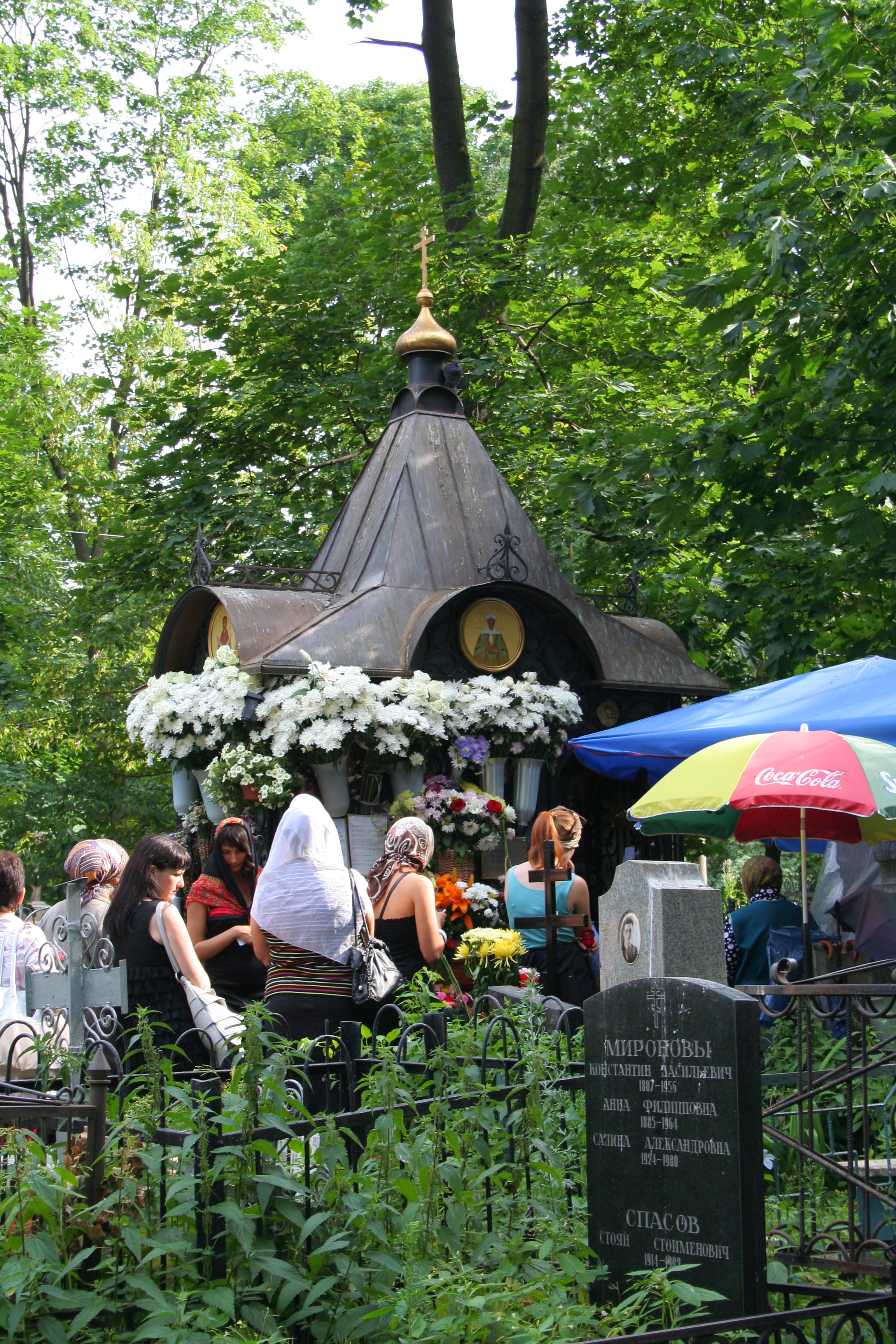
Die ursprüngliche Grabstätte Matronas auf dem Danilow-Friedhof gilt bis heute als Pilgerstätte

Matrjona Nikonowa wurde im Dorf Sebino des Gouvernements Tula geboren. Sie war das vierte, jüngste Kind in der Familie. Hagiographische Berichte zeichnen folgendes Bild von ihr: Die Mutter sah während der Schwangerschaft mit Matrjona ein prophetisches Traumbild, in dem sich ein blinder Vogel auf ihre Brust setzte. Matrjona kam mit geschlossenen Augenlidern zur Welt und man hat nie ihre Augen gesehen. Sie war ein besonderes Kind, das keine Freunde hatte, oft gehänselt wurde und es mochte mit Ikonen zu sprechen. Schon als Kind weissagte Matrjona öfters und wurde schon damals häufig um Rat gebeten. Sie verfügte angeblich über geistige Sehkraft, die Fähigkeit Wunder zu wirken und Heilkräfte. Seit Matrjona 14 Jahre alt war, waren ihre Beine gelähmt.
Von 1925 bis zu ihrem letzten Tag wohnte Matrjona in Moskau. Ihren Tod sagte sie drei Tage voraus. Sie starb am 2. Mai 1952.
Matrjona wurde auf dem Moskauer Danilow-Friedhof begraben. Ihre Gebeine wurden 1998 in das Pokrow-Nonnenkloster (Moskau) umgebettet.
2004 wurde Matrjona von der Russisch-Orthodoxen Kirche seliggesprochen.

## Heutige Zeit
Hunderte von Menschen besuchen das Pokrow-Nonnenkloster, um bei den heiligen Reliquien und der Hauptikone von Matrona zu beten.